# Castell de Santed
El castell de Santed al municipi de Santed a la comarca de Camp de Daroca (Aragó). És en una muntanya i domina la frontera amb Castella. De gran importància en la defensa de les terres aragoneses formava part de la primera línia dintre del sistema defensiu dels llogarets de Daroca. El castell és de planta quadrada, es conserven restes importants de les dues torres, juntament amb part de la muralla que les unia amb una planta de 20 per 25 metres. Les altres dues torres estan completament enrunades i només resten els fonaments. En un dels vessants de la muntanya hi ha restes d'una altra torre. Ocupat primer per un assentament celtibèric, fou a l'edat mitjana quan el castell va adquirir importància, ja que formava part de les defenses d'Aragó davant del regne de Castella, juntament amb els castells de Peracense, Tornos, Albarrasí o la mateixa ciutat de Daroca. El 1347 Pere el Cerimoniós el va entregar als nobles aragonesos de la revolta de la Unió, però fou recuperat i reforçat. Va ser assetjat per Pere I el Cruel el 1356 i pel castellà Gómez Carrillo «el Feo» el 1449, sota les ordres d'Álvaro de Luna. Amb la unió dinàstica entre Aragó i Castellà i les noves armes de foc, el castell va deixar de tenir importància i fou abandonat.

## Enllaç extern i bibliografia
- http://www.xiloca.com/xilocapedia/index.php?title=Castillo_de_Santed